# 南船四
船底座Omega（船底座ω，ω Car）是一个位于船底座的恒星。赤纬比南纬70度更南，使它成为船底座最南边的亮星（视星等3等或更亮），该星是南天星群钻石十字的一部分。视星等3.29，距离地球大约370光年。

## 物理特性
船底座Omega的恒星分类为B8IIIe，属于在光谱里有着氢发射线的Be星。船底座Omega是一个壳层星，在赤道有一个气体环。亮度分类III代表这是一个已经演化成巨星的恒星，耗尽了核心的氢然后离开了主序星。该星的表面温度为13,275K使它成为一个发出蓝白色光芒的B型星。
该星自转快速，有着245km/s的恒星自转速度。这个恒星会开始崩裂的临界赤道速度为320km/s。它的自转轴和地球的视线倾斜70.8度。
在未来的7500年，南天极会经过这个恒星和船底座l附近。